# Mariusz Sowiński
Mariusz Sowiński, zwany Wampirem ze Stefankowic (ur. 26 marca 1976 w Jarosławcu) – polski seryjny morderca, gwałciciel, zoofil i nekrofil. W latach 1994–1997 zgwałcił i zabił cztery kobiety.

## Zbrodnie

### Morderstwa
Sowiński pierwszego zabójstwa dokonał w 1994 roku. W Stefankowicach zgwałcił i zamordował wówczas Zofię K., a jej ciało wrzucił do studni. Kolejny raz zaatakował rok później. W Kułakowicach zgwałcił Antoninę E.; by zatrzeć ślady przestępstwa, podpalił jej dom. Kobieta zmarła w szpitalu, na skutek obrażeń odniesionych w pożarze. W sierpniu 1996 roku, na ogródkach działkowych w Hrubieszowie, zgwałcił i zabił nożem Wiesławę Ł. Ostatniego zabójstwa dokonał w nocy z 31 sierpnia na 1 września 1997 roku. Jego ofiarą padła mieszkanka Stefankowic, Genowefa S., którą również zgwałcił, a następnie udusił kablem.

### Zoofilia
Przyznał lekarzom, którzy go badali, że już od 15. roku życia miał kontakty seksualne z kurami. W czasie gdy nie mordował kobiet, wyżywał się na zwierzętach. Głównie krowach i kurach. Kurom ukręcał łby, a dopiero potem gwałcił. Podobnie robił z krowami. Najpierw dusił, a potem na truchle zaspokajał swoje żądze. U nas w domu była taka spokojna krowa, odbywałem z nią stosunki za każdym razem, jak byłem na przepustce – opowiadał bez skrępowania policjantom. Ale gwałcił krowy również w okolicach Sanoka, gdzie odbywał zasadniczą służbę wojskową.

## Ofiary
| Lp. | Nazwisko    | Wiek | Data morderstwa     | Miejsce morderstwa |
| --- | ----------- | ---- | ------------------- | ------------------ |
| 1.  | Zofia K.    | 63   | 9 października 1994 | Stefankowice       |
| 2.  | Antonina E. | 80   | 26 listopada 1995   | Kułakowice         |
| 3.  | Wiesława Ł. | 36   | 5 sierpnia 1996     | Hrubieszów         |
| 4.  | Genowefa S. | 67   | 31 sierpnia 1997    | Stefankowice       |

## Śledztwo i aresztowanie
Początkowo, głównym podejrzanym był Kazimierz P., który z tego powodu spędził w areszcie 19 miesięcy. Na trop Sowińskiego policja wpadła we wrześniu 1997. Był wtedy poborowym żołnierzem w Nadwiślańskich Jednostkach MSWiA w Sanoku. Podczas przesłuchań bez jakiegokolwiek skrępowania i emocji opowiadał funkcjonariuszom o popełnionych zbrodniach. To w połączeniu z pozostałymi zgromadzonymi dowodami wystarczyło do postawienia go w stan oskarżenia.

## Proces i wyrok
Proces ruszył jesienią 1998 w Zamościu i od samego początku towarzyszyły mu ogromne emocje. W październiku, podczas pierwszej rozprawy Henryk J., ojciec Wiesławy Ł., jednej z ofiar Sowińskiego, zaatakował go przemyconą do sądu siekierą, raniąc go w plecy. Sowiński trafił do szpitala, a napastnik został osadzony w areszcie. Jednak dzięki wstawiennictwu wojewody zamojskiego i protestom jego sąsiadów, został zwolniony. Po wyzdrowieniu sprawa Sowińskiego została wznowiona. Prokuratura oskarżała go o poczwórne zabójstwo i gwałty. Aby podkreślić, jak niebezpiecznym i odrażającym jest człowiekiem, przytaczała fakt, że po jednym z zabójstw powybijał krowy właścicielki, a następnie zaczął obcować płciowo z ich zwłokami. Sam oskarżony odmówił składania wyjaśnień, powiedział jedynie, że jest niewinny. Jego obrońca próbował udowodnić, że Sowiński nie może zostać skazany, gdyż jest chory psychicznie. W jego sprawie powołano 20 biegłych z zakresu psychologii i seksuologii. Wszyscy jednoznacznie stwierdzili, że był w pełni poczytalny, a jego dewiacje mogą się jeszcze pogłębić. Prokuratura żądała kary dożywotniego pozbawienia wolności z możliwością warunkowego zwolnienia po upływie 50 lat. W 2000 roku Sąd Okręgowy w Zamościu skazał go na najwyższą karę. Sąd Apelacyjny w Lublinie również go podtrzymał, uzasadniając faktem, iż Sowiński stanowi zagrożenie dla otoczenia. Rok później na skutek kasacji Sowińskiego, Sąd Najwyższy uchylił wyrok i przekazał go do ponownego rozpoznania. W 2002 roku Sąd Okręgowy w Zamościu wymierzył mu karę dożywotniego pozbawienia wolności z możliwością warunkowego przedterminowego zwolnienia po odbyciu 50 lat kary. W 2003 roku Sąd Apelacyjny w Lublinie ostatecznie utrzymał wyrok w mocy.

## Odbywanie kary
Sowiński odbywa karę w Zakładzie Karnym Rzeszów-Załęże, w celi jednoosobowej na oddziale terapeutycznym. Kilkukrotnie składał w trakcie kary pozwy do sądu: przeciwko ojcu jednej z jego ofiar, który zaatakował go siekierą gdy był prowadzony na salę rozpraw, od którego żądał 13 tysięcy złotych odszkodowania za „obrażenia i straty moralne”, przeciwko dwóm policjantom, którzy go wtedy eskortowali – żądał od nich po 80 tysięcy złotych za to, że „nie zapewnili mu odpowiedniej ochrony”, oraz 360 zł za „zniszczoną odzież”, w innej sprawie – przeciwko Prokuratorowi Okręgowemu w Zamościu, od którego żądał 500 tysięcy złotych odszkodowania za to, że „prokurator miał być nieuprzejmy i nie zezwolić na dokładne zapoznanie się z aktami sprawy”, zaś ostatnie powództwo Sowiński wytoczył w 2010 roku przeciwko Radiu Lublin. Za użyte wobec niego w eterze określenie „wampir”, żądał od radia odszkodowania w wysokości 500 tysięcy złotych. Wszystkie powództwa wytoczone przez Sowińskiego zostały prawomocnie oddalone. W trakcie odbywania kary ukończył kurs czeladnika w zawodzie koszykarz-plecionkarz.
Od 2004 roku stara się o ułaskawienie od kolejnych prezydentów RP: Aleksandra Kwaśniewskiego, Lecha Kaczyńskiego, oraz w 2011 roku – Bronisława Komorowskiego. Jak na razie wszystkie prośby, z powodu negatywnej prognozy kryminologicznej (postępującej progresji zaburzeń seksualnych) zostały rozpatrzone negatywnie na etapie sądowym, i tym samym pozostawione bez dalszego biegu. Mariusz Sowiński o warunkowe przedterminowe zwolnienie będzie mógł się ubiegać najwcześniej w roku 2047, w wieku 71 lat.

## Publikacje
W 2022 roku nakładem Wydawnictwa Kryminalistycznego ukazała się pierwsza książka kompleksowo opisująca czyny dokonane przez Sowińskiego.